# Епархия Чосики
Епархия Чосики (лат. Dioecesis Chosicana) — епархия Римско-Католической церкви с центром в городе Чосика, Перу. Епархия Чосики входит в митрополию Лимы. Кафедральным собором епархии Уачо является Собор Чосики.

## История
14 декабря Святой Престол учредил епархию Чосики, выделив её из архиепархии Лимы. 22 марта 2000 года в Чосике открылась епархиальная семинария, посвящённая святому Мартину де Порресу.
6 июля 2001 года в епархию вошли четыре прихода, ранее принадлежавших территориальной прелатуре Яуйоса.

## Ординарии епархии
- епископ Norbert Klemens Strotmann Hoppe (11.01.1997 — по настоящее время)

## Источник
- Annuario Pontificio, Ватикан, 2007